# 296 км (зупинний пункт)
296 кіломе́тр — пасажирський залізничний зупинний пункт Дніпровської дирекції Придніпровської залізниці на електрифікованій лінії Синельникове II — Чаплине між станціями Улянівка (4 км) та Чаплине (13 км). Розташований неподалік села Бондареве Синельниківського району Дніпропетровської області.

## Пасажирське сполучення
Через платформу 296 км прямують приміські електропоїзди Синельниківського та Чаплинського напрямків, проте не зупиняючись.